# 노엘의 선물
《노엘의 선물》(프랑스어: Le Père Noël)은 2014년 공개된 프랑스의 코미디 영화이다.

## 출연
- 타하르 라힘 : 산타 역
- 빅토르 카발 : 앙투완 역
- 아넬리스 헤스메 : 엄마 역
- 마이클 아비테보울 : 때리는 아빠 역
- 필립 레보트 : 카밀 역
- 아밀리에 글렌 : 마리 역

## 같이 보기
- 크리스마스 영화 목록